# ورقة دفع

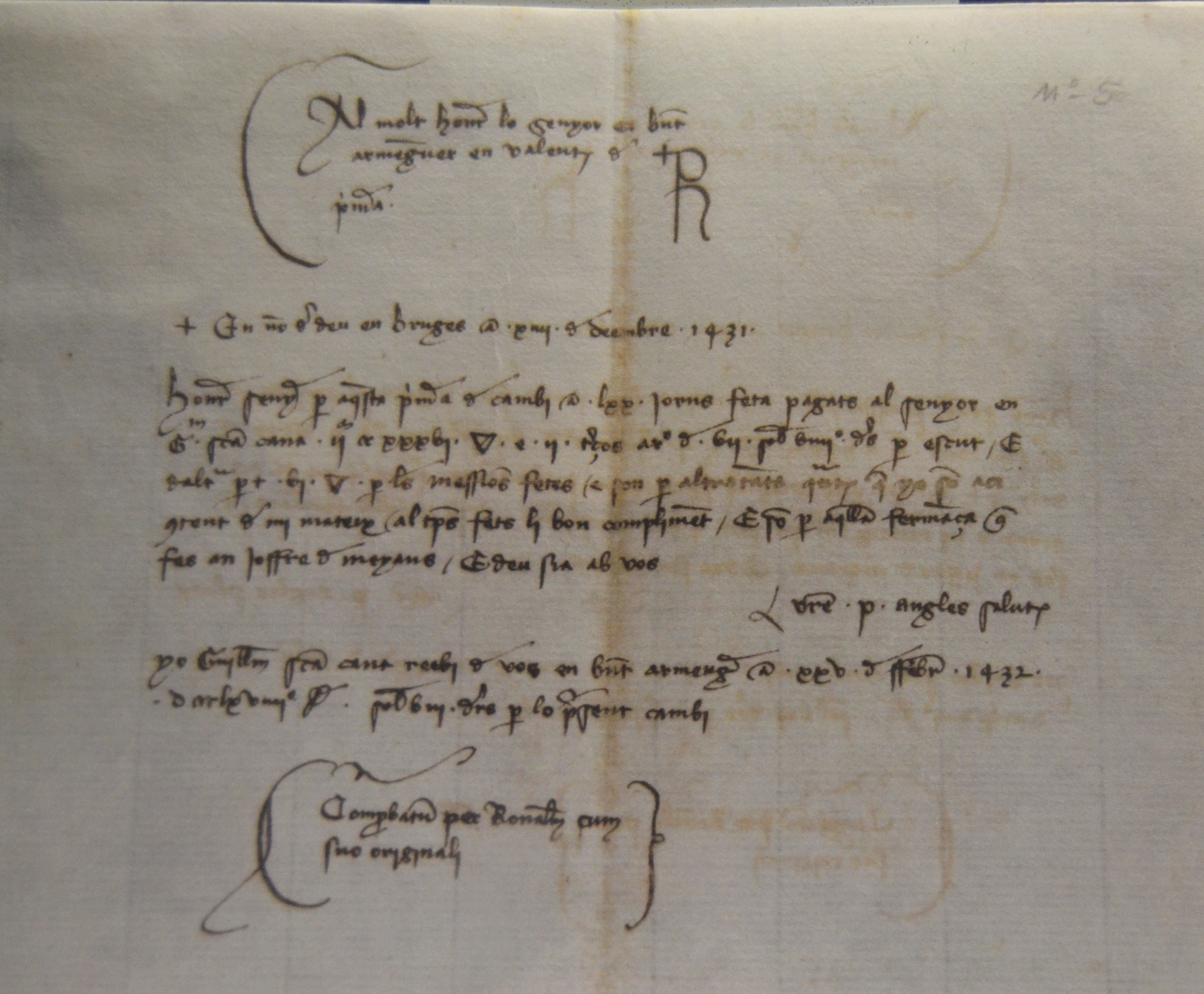

ورقة الدفع (بالإنجليزية: Promissory Notes)‏ أو الكمبيالية (بالفرنسية: Lettre de change)‏ تعهدات يجب على المشتري دفعها للبائع أو الدائن خلال فترة زمنية معينة و تكون باتفاق مشترك بين المشتري والبائع ويسجلها البائع على ورقة يوقع عليها المشتري ويتم الاتفاق على المدة الزمنية لسداد الدين، ومن الممكن أن تكون شهرًا أو أكثر.
- الكمبيالية هي أمر مكتوب غير معلق على شرط، موجه من شخص إلى آخر، وموقع من محرره، يطلب من الشخص الموجه إليه أن يدفع عند الطلب أو بتاريخ محدّد أو قابل للتحديد في المستقبل مبلغًا من المال إلى شخص محدّد أو لأمره أو إلى حامله.[3]
- ورقة دفع: ورقة مالية تمثّل قيمة القرض الذي تقدّمه منظمة إلى أخرى لفترة قصيرة تعد بالأشهر.[4]
- من الأوراق التجارية وهو صك يحرّره شخص يسمّى الساحب يأمر فيه شخصًا آخر يسمّى المسحوب عليه بالوفاء بمبلغ من النقود في تاريخ معيّن لأمر شخص ثالث أو للحامل وهو المستفيد.

## التأثيل
كلمة كمبيالة كلمة معربة من الكلمة الإيطالية: cambiale (نقحرة: كامبيالا).

## قبول الكمبيالة
توقيع المسحوب عليه على الكمبيالة مقرونا بعبارة تفيد أنه يقبل الوفاء بقيمتها وللحامل تقديم الكمبيالة إلى المسحوب عليه للقبول قبل حلول ميعاد الاستحقاق.